# Trogon de Baird
El trogon de Baird (Trogon bairdii) és una espècie d'ocell de la família dels trogònids (Trogonidae) que habita la selva humida i els boscos del sud-oest de Costa Rica i oest de Panamà.